# Nova Santa Rita (Rio Grande do Sul)
Nova Santa Rita è un comune del Brasile nello Stato del Rio Grande do Sul, parte della mesoregione Metropolitana de Porto Alegre e della microregione di Porto Alegre.